# Muhal Richard Abrams
Muhal Richard Abrams (Chicago, Illinois, 19 de setembre de 1930 - 29 d'octubre de 2017), va ser un compositor i pianista de jazz estatunidenc.
Abrams inicià els estudis musicals als 17 anys, formant-se en el Chicago Musical College. Debutà professionalment el 1948 acompanyant a músics importants de l'època en la seva ciutat natal fins que el 1961, formà llur pròpia formació que denominà "Experimental Band".
Dintre del món del jazz és famós perquè el 1962 fundà l'Association fort he Advancement of Cretive Musicians (AACM), un organisme de músics de Chicago que com incentiu, promou els músics de jazz de la ciutat i també per fundar l'escola de música d'aquesta entitat. A més, desenvolupà llur activitat docent en el Banff Center, i en les universitats de Colúmbia i Siracusa.
Com a músic destaquen llurs treballs en quasi tots els subgèneres del jazz des del boogie-boogie fins al free jazz, passant pel bop, l'Avant-Garde, i el Big Band o el Rhythm & Blues. No està reconegut com un gran instrumentista, però si és reconegut per llurs companys (guanyà diversos premis, inclosa la primera entrega del The Jazz Par Prize) tant pels seus èxits com a compositor, com pel seu gran aportament al món de la música des d'associacions com el Consell de les Arts de Nova York, o l'Organització Nacional del Jazz on és membre actiu.
Les seves composicions han estat interpretades per New Band, The Rova Saxophone Quartet, The String Trio of New York, Brooklyn Philharmonic Chamber Orchestra, Kronos Quartet, Ursula Oppens, detroit Symphony Orchestra i Cassat String Quartet, entre d'altres.
Com a pianista participà en recitals i discs de The Art Ensemble of Chicago, i en enregistraments dels trompetes Kenny Dorham i Woody Shaw, entre d'altres.

## Honors
El 2010 Abrams va rebre la beca NEA Jazz Masters. El 2012, la Universitat de Colúmbia li va atorgar un doctorat honoris causa; la Mid-Atlantic Arts Foundation el va honorar amb el Living Legacy Awardee.

## Discografía destacada
| Any  | Títol                        | Segell      |
| 1967 | Levels and Degrees of Light  | Delmark     |
| 1975 | Sightsong                    | Black Saint |
| 1978 | Spiral Live at Montreux 1978 | Novus       |
| 1981 | Blues Forever                | Black Saint |
| 1983 | Rejoicing with the Light     | Black Saint |
| 1990 | Blu Blu Blu                  | Black Saint |
| 1995 | One Line, Two Views          | New World   |